# 红层站
红层站位于新疆维吾尔自治区哈密市，始建于1960年6月9日，是兰新铁路的一个车站。距离兰州站1466公里，距上行车站了墩站11公里，距下行车站十三间房站30公里。该站隶属乌鲁木齐铁路局。2012年8月21日撤站，正式告别了历史舞台。在半个多世纪的时间里，作为一个百里风区的五等小站，她虽未有过华丽的篇章，但却是数代铁路职工抗风斗沙的历历画面本身就是风区小站的真实写照。

## 业务范围
- 客运：办理旅客乘降；不办理行李、包裹托运；
- 货运：仅办理整车路用货物发到